# No 309
No: 309 è un serial televisivo drammatico turco composto da 65 puntate suddivise in due stagioni, trasmesso su Fox dal 1º giugno 2016 al 25 ottobre 2017. È diretto da Hasan Tolga Pulat ed Emre Kavuk, scritto da Banu Zengin e Aslı Zengin, prodotto da Gold Film ed ha come protagonisti Demet Özdemir e Furkan Palalı. È un libero adattamento della serie sudcoreana del 2014 Fated to Love You.

## Trama
Onur Sarıhan è un uomo che ha la necessità di sposarsi e avere un figlio per ereditare l'eredità dal nonno e rilevare l'azienda. Lale Yenilmez è una donna che si trova nello stesso posto di Onur per l'appuntamento organizzato da sua madre. Lale e Onur, che non si conoscono, si siedono allo stesso tavolo a causa di incomprensioni.

## Episodi
| Stagione         | Episodi | Prima TV Turchia | Prima TV Italia |
| ---------------- | ------- | ---------------- | --------------- |
| Prima stagione   | 59      | 2016-2017        | inedita         |
| Seconda stagione | 6       | 2017             | inedita         |

## Personaggi e interpreti
- Lale Yenilmez, interpretata da Demet Özdemir.
- Onur Sarıhan, interpretato da Furkan Palalı.
- Songül Yenilmez, interpretata da Sumru Yavrucuk.
- Yıldırım Yenilmez, interpretato da Erdal Özyağcılar.
- İsmet Sarıhan, interpretato da Nurşim Demir.
- Kurtuluş Yorulmaz, interpretato da Gökçe Özyol.
- Erol Sarıhan, interpretato da Cihan Ercan.
- Yıldız Sarıhan, interpretata da Özlem Tokaslan.
- Fikret Sarıhan, interpretato da Suat Sungur.
- Betül Sarihan, interpretata da Sevinç Erbulak.
- Şadi Sarıhan, interpretato da Beyti Engin.
- Nilüfer Yorulmaz, interpretata da Fatma Toptaş.
- Pelinsu Yalın, interpretata da İrem Helvacıoğlu.
- Nergis Yenilmez, interpretata da Pelin Uluksar.
- Samet Yetiş, interpretato da Murat Tavlı.
- Filiz Sarıhan, interpretata da Ceren Taşçı.
- Dottor Onur Saygin, interpretato da Fatih Ayhan.
- Şebnem Yalın, interpretata da Eda Özel.
- Gülşah Yorulmaz, interpretata da Ömrüm Nur Çamçakallı.

## Distribuzione

### Turchia
In originale la serie è andata in onda su Fox dal 1º giugno 2016 al 25 ottobre 2017: la prima stagione è stata trasmessa dal 1º giugno 2016 al 2 agosto 2017, mentre la seconda stagione è stata trasmessa dal 20 settembre al 25 ottobre 2017.
Composizione puntate
In originale la serie è composta da due stagioni di 65 puntate, ognuna delle quali ha una durata di 150 minuti circa: la prima stagione comprende le prime 59 puntate, mentre la seconda stagione le rimanenti 6.

### Internazionale
La serie ha attirato molta attenzione all'estero e già cinque mesi dopo la fine in Turchia, è stata venduta in otto paesi (Russia, Bulgaria, Romania, Albania, Nicaragua, Tunisia, Angola e Bolivia) e in totale è stata acquistata da 51 paesi.

## Produzione
La serie è diretta da Hasan Tolga Pulat ed Emre Kavuk, scritta da Banu Zengin e Aslı Zengin e prodotta da Gold Film. Inoltre, è un libero adattamento della serie sudcoreana del 2014 Fated to Love You.

### Sviluppo
All'inizio di aprile 2016, si è tenuto il casting della serie, che allora aveva il titolo provvisorio Yaz Yağmuru, e Kemal Uzun era stato annunciato come regista. Ma a metà del mese di aprile dello stesso anno, la società di produzione ha cambiato il regista in Hasan Tolgu Pulat. A metà del mese di maggio è stato presentato al pubblico il primo trailer, mentre il titolo è stato finalmente determinato come No: 309.

### Riprese
Le riprese della serie sono iniziate nel mese di maggio 2016 a Istanbul e a Smirne, in particolare nel distretto di Karşıyaka, mentre altre riprese sono state realizzate sulle rive di Filyos.

## Trasmissioni internazionali
| Paese     | Rete televisiva | Titolo locale          | Prima TV locale   |
| --------- | --------------- | ---------------------- | ----------------- |
| Turchia   | Fox             | No: 309                | 1º giugno 2016    |
| Bulgaria  | Diema Family    | Стая 309               | 7 ottobre 2017    |
| Ucraina   | Fox Life        | Номер 309 (телесеріал) | 1º marzo 2018     |
| Angola    | BoomTV          | N° 309                 | 30 settembre 2019 |
| Mozambico | BoomTV          | N° 309                 | 30 settembre 2019 |
| Ungheria  | LifeTV          | Házasságért örökség    | 2 marzo 2021      |
| Vietnam   | VTV3            | Phòng 309              | 27 ottobre 2022   |
| 🇮🇹Italia  | Canale 5        | inedito                | Inedito           |

## Riconoscimenti
- Gelisim University Media Award, Istanbul
  - 2017: Premio come Miglior attore dell'anno a Furkan Palalı
  - 2017: Premio come Miglior attrice dell'anno a Demet Özdemir

- Pantene Golden Butterfly Awards
  - 2017: Candidatura come Miglior serie comica per No: 309
  - 2016: Candidatura come Miglior attrice in una commedia televisiva a Demet Özdemir
  - 2017: Candidatura come Miglior attore di commedie romantiche a Furkan Palalı
  - 2017: Candidatura come Miglior regista ad Hasan Tolga Pulat
  - 2017: Candidatura come Miglior sceneggiatura ad Aslı Zengin e Banu Zengin
  - 2017: Candidatura come Miglior musica della serie a Volkan Akmehmet e İnanç Şanver
  - 2017: Candidatura come Miglior coppia in una serie televisiva a Demet Özdemir e Furkan Palalı

- Premio Bilkent TV
  - 2017: Premio come Miglior serie comica per No: 309

- Premio Mood
  - 2018: Premio come Miglior attrice in una serie televisiva a Sumru Yavrucuk[10]

- Turkey Youth Awards
  - 2017: Candidatura come Miglior attrice non protagonista a Demet Özdemir